# قرار مجلس الأمن التابع للأمم المتحدة رقم 806
قرار مجلس الأمن التابع للأمم المتحدة رقم 806، الذي اعتمد بالإجماع في 5 شباط/فبراير 1993، بعد الإشارة إلى القرارات 687 (1991)، 689 (1991) و‌773 (1992) بالإضافة إلى تقرير قدمه الأمين العام بطرس بطرس غالي، ضمن المجلس، متصرفًا بموجب الفصل السابع من ميثاق الأمم المتحدة، حرمة الحدود الدولية بين العراق و‌الكويت وقراره بأن يتخذ تدابير لإنفاذ ذلك، في أعقاب التوغلات العراقية في المنطقة المنزوعة السلاح في يناير 1993.
ثم طلب القرار إلى الأمين العام أن يخطط لتعزيز بعثة الأمم المتحدة للمراقبة في العراق والكويت (يونيكوم) وتنفيذ نشر تدريجي للأفراد. وبموجب هذا الحكم، ستتحول اليونيكوم إلى قوة مسلحة، مع كتيبة مشاة بنغالية مؤلفة من 908 عضو تكمل فريق المراقبين. في الوقت نفسه، منحت اليونيكوم سلطة منع الانتهاكات في المنطقة المنزوعة السلاح.
واختتم المجلس بالتأكيد مجددًا على أن الاستعراض المقبل للتطورات المتصلة باليونيكوم سيجري في أبريل 1993.

## الوصف الحكومي العراقي للحدث
في شهر كانون الثاني سنة 1993 قال نائب رئيس مجلس الوزراء العراقي طارق عزيز "شرعت إدارة بوش والآلة الإعلامية الأمريكية والغربية والصهيونية في حملة واسعة وشرسة بهدف تشويش الحقائق عن الموقف وخلط الأوراق فَتمَّ بصورة مفاجئة تضخيم موضوع استعادة الممتلكات العراقية من أم قصر والمنطقة منزوعة السلاح وصُوّرت العملية التي كانت تجري منذ أسابيع بأسلوب سلمي نظامي ومن قبل مقاولين مدنيين اُستؤجروا لهذا الغرض بالاتفاق مع هيئة مراقبي الأمم المتحدة صورت على أنها غارةٌ عراقيةٌ وخرقٌ للقرار 687" وقال طارق عزيز "ومن أجل فك التداخل المصطنع والمغرض بين المسألة الأساسية مقاومة الحظر غير الشرعي للطيران في الجنوب وبين الموضوعين المذكورين قررنا إبلاغ رئيس مجلس الأمن بأن العراق سيوقف عملية استعادة الممتلكات في الوقت الحاضر لحين الوصول إلى تفاهم مع مراقبي الأمم المتحدة حول الموضوع"، وقال وزير الخارجية العراقي محمد سعيد الصحاف في رسالة إلى يوشيو هاتونو رئيس مجلس الأمن "إن الجهات العراقية المختصة ستتوقف اعتباراً من يوم الأربعاء 13 كانون الثاني 1993 عن إخلاء المملتلكات التابعة لها من أم قصر وإن هذا التوقف سيستمر لحين حلّ الإشكال الحاصل مع فريق مراقبي الأمم المتحدة وبحث الصيغة المناسبة للطرفين لإكمال إخلاء الممتلكات العراقية المذكورة، ونودّ أن نؤكد أهمية التوصل إلى صيغة مناسبة تتيح للعراق استعادة ممتلكات في أم قصر والمنطقة منزوعة السلاح وهو حق لا يُختلف عليه" وقال الصحاف "وإن العراق لم يخرق قرارات الأمم المتحدة ولم يكن في نيته ذلك وليس في تصرفاته ما يُثبت هذه الادعاءات".

## وصلات خارجية
- نص القرار على UNHCR.org